# Frankfurter Musikpreis
Der Frankfurter Musikpreis  wird seit 1982 von der gemeinsamen Stiftung der Musikmesse Frankfurt und des Bundesverbandes der Deutschen Musikinstrumenten-Hersteller verliehen. Mit diesem internationalen Musikpreis sollen „Musikerpersönlichkeiten für besondere Leistungen in der Interpretation und Komposition, in Musikwissenschaft und Lehre“ (lt. Selbstdarstellung) besonders hervorgehoben werden. Die Auszeichnung wird jährlich wechselnd an Persönlichkeiten aus der Welt der Musik in den Bereichen populäre Musik und klassische Musik vergeben. Sie ist dotiert mit 15.000 Euro. Die Verleihung findet jeweils am Vorabend der Musikmesse und Prolight + Sound in Frankfurt am Main statt.

## Preisträger + Begründung
- 1982: Gidon Kremer
- 1983: Edgar Krapp
- 1984: Alfred Brendel
- 1985: Brigitte Fassbaender
- 1986: Albert Mangelsdorff
- 1987: Carl Dahlhaus
- 1988: Heinz Holliger
- 1989: Ludwig Güttler
- 1990: Chick Corea
- 1991: Aribert Reimann
- 1992: Georg Solti
- 1993: Harry Kupfer
- 1994: Brian Eno
- 1995: Tabea Zimmermann
- 1996: Wolfgang Niedecken
- 1997: Hans Zender
- 1998: Peter Herbolzheimer
- 1999: Michael Gielen
- 2000: Klaus Doldinger
- 2001: Dietrich Fischer-Dieskau
- 2002: keine Verleihung
- 2003: Walter Levin
  - Nach seiner Emigration während der NS-Zeit wurde er als 1. Geiger des LaSalle Quartetts bekannt
  - Ebenfalls hoch gelobt für seine umfangreiche Lehrtätigkeit[1]
- 2004: Udo Lindenberg
  - einer der wichtigsten Protagonisten der Friedensbewegung      der achtziger Jahre
  - habe mit seinen Liedern die deutsche "Wiedervereinigung herbeigesungen[2]
- 2005: György Ligeti
  - habe die zeitgenössische Musik über mehr als vier Jahrzehnte maßgeblich geprägt[3]
- 2006: Peter Gabriel
  - habe mit seinem kreativen Schaffen und der Förderung von jungen Talenten einen wichtigen Grundstein für die Rock- und Popmusik gelegt[4]
- 2007: Péter Eötvös
  - ein Künstler, der sich der Wahrnehmung Neuer Musik und der Heranführung des künstlerischen Nachwuchses an eben diese in besonderem Maße verschrieben hat[5]
- 2008: Paquito D’Rivera
  - als Musiker und Buchautor ein ungeheures Bedürfnis, Geschichten zu erzählen, wobei er intelligent und humorvoll mit Zitaten spiele[6]
- 2009: José Antonio Abreu
  - musikalische Kinder- und Jugendförderung in Venezuela
  - Mitbegründung des Sistema de las Orquestas Juveniles e Infantiles de Venezuela[7]
- 2010: Keith Emerson
  - als innovativer Künstler durch seine Musik die Grenzen der Genres durchbrochen und durch sein Keyboardspiel die Technik der elektronischen Tasteninstrumente entscheidend mitbeeinflusst
- 2011: Anne Sofie von Otter
  - ihre außergewöhnliche Stimme, ihr variationsreiches, die Genregrenzen sprengendes Repertoire und ihren Wagemut in der Interpretation[8]
- 2012: John McLaughlin
  - für sein Werk, das sich immer durch Respekt und Offenheit gegenüber vielen anderen Richtungen, Ausdrucksformen und Kulturen ausgezeichnet hat, und nicht durch Genregrenzen und Dogmatismus[9]
- 2013: Marie-Luise Neunecker
  - wegen ihrer außergewöhnlichen Virtuosität am Instrument gelobt[10]
- 2014: Ernie Watts
  - für seinen markant melodiösen Saxofonstil und seine originäre Tonsprache[11]
- 2015: Peter Sadlo
  - einer der bedeutendsten Solo-Schlagzeuger
  - musikalischen Allrounder, der durch sein künstlerisches Schaffen und sein internationales Renommee zu einem Botschafter kultureller Vielfalt geworden ist[12]
- 2016: Al Jarreau
  - Lebenswerk des Künstlers als stilbildender Vokalist
  - herausragende interpretatorische und improvisatorische Fähigkeiten[13]
- 2017: David Garrett
  - durch seine Crossover-Projekte führte er zahllose Menschen an die klassische Musik heran
  - weckte gleichzeitig die Neugier für klassische Musik mit seinen Kammermusikabenden und Orchesterkonzerten[14]
- 2018: Bundesjazzorchester
  - wertvolles Bindeglied zwischen musikalischer Ausbildung und Beruf und wichtiger Förderer für erfolgreiche Jazzmusik[15]

- 2019: französisches Streichquartett Quatuor Ébène
  - verbindet Stile, elektrisierend und  Werktreue

- 2020 (2022): Peter Maffay & Band
  - einflussreichster und erfolgreichster Musiker Deutschlands
  - eine der besten Studio- und Live-Bands
  - selbstloses soziales Engagement durch eigene Stiftungsarbeit, Teilnahme an Projekten und Unterstützung vieler weiterer nationaler und internationaler Organisationen